# Цельтвег (трасса)
Цельтвег (англ. Zeltweg Airfield) — трасса, проложенная на взлётном поле аэродрома недалеко от города Цельтвег (Штирия, Австрия). На трассе были проведены первые два Гран-при Австрии 1963 (не входил в чемпионат мира Формулы-1) и 1964 годов.
Однако после Гран-при Австрии-1964 трассу признали опасной — она была слишком узкой, ухабистой и неудобной для зрителей. В результате, FIA вывела австрийский этап из календаря до строительства трассы, соответствующей необходимым требованиям.

## Победители Гран-при Австрии на трассе Цельтвег
| Сезон | # | Пилот           | Конструктор    | Отчёт |
| ----- | - | --------------- | -------------- | ----- |
| 1964  | 1 | Лоренцо Бандини | Ferrari        | Отчёт |
| 1963  |   | Джек Брэбем     | Brabham-Climax |       |